# Caspiohydrobia
Caspiohydrobia is een geslacht van weekdieren uit de klasse van de Gastropoda (slakken).

## Soorten
- Caspiohydrobia aralensis Starobogatov & Andreeva, 1981
- Caspiohydrobia behningi Starobogatov & Andreeva, 1981
- Caspiohydrobia bergi Starobogatov & Andreeva, 1981
- Caspiohydrobia borealis Andreeva & Frolova, 1989
- Caspiohydrobia carinata (Gillet & Geissert, 1971) †
- Caspiohydrobia chrysopsis (Kolesnikov, 1947)
- Caspiohydrobia conica Logvinenko & Starobogatov, 1968
- Caspiohydrobia coniformis Starobogatov & Izzatullaev, 1974
- Caspiohydrobia convexa (Logvinenko & Starobogatov in Golikov & Starobogatov, 1966)
- Caspiohydrobia curta (Logvinenko & Starobogatov, 1968)
- Caspiohydrobia cylindrica (Logvinenko & Starobogatov, 1968)
- Caspiohydrobia dubia (Logvinenko & Starobogatov, 1968)
- Caspiohydrobia eichwaldiana (Golikov & Starobogatov, 1966)
- Caspiohydrobia eleganta Badzoshvili, 1979 †
- Caspiohydrobia elongata Starobogatov & Izzatullaev, 1974
- Caspiohydrobia gemmata (Kolesnikov, 1947)
- Caspiohydrobia grimmi (Clessin in W. Dybowski, 1888)
- Caspiohydrobia husainovae (Starobogatov, 1974)
- Caspiohydrobia johanseni Frolova, 1984
- Caspiohydrobia kazakhstanica Starobogatov & Andreeva, 1981
- Caspiohydrobia ljaurica Starobogatov & Izzatullaev, 1974
- Caspiohydrobia nikitinskii Starobogatov & Andreeva, 1981
- Caspiohydrobia nikolskii Starobogatov & Andreeva, 1981
- Caspiohydrobia obrutchevi Starobogatov & Andreeva, 1981
- Caspiohydrobia oviformis (Logvinenko & Starobogatov, 1968)
- Caspiohydrobia parva (Logvinenko & Starobogatov, 1968)
- Caspiohydrobia pavlovskii Starobogatov & Izzatullaev, 1974
- Caspiohydrobia sidorovi Starobogatov & Andreeva, 1981
- Caspiohydrobia sogdiana Starobogatov & Izzatullaev, 1974
- Caspiohydrobia starobogatovi Iljina in Iljina et al., 1976 †
- Caspiohydrobia subconvexa (Logvinenko & Starobogatov, 1968)
- Caspiohydrobia tadzhikistanica Starobogatov & Izzatullaev, 1974
- Caspiohydrobia tamanensis Iljina in Iljina et al., 1976 †
- Caspiohydrobia turrita (Logvinenko & Starobogatov, 1968)